# Johann Duken
Hajo Wilhelm Johann Duken (* 12. Januar 1889 in Brake; † 20. August 1954 in Heidelberg) war ein deutscher Pädiater, Hochschullehrer und Nationalsozialist.

## Leben

### Kindheit, Jugend, Studium
Duken besuchte die Bürgerschule in seiner Heimatstadt und beendete seine Schullaufbahn 1908 an einem Bremer Gymnasium mit der Reifeprüfung. Danach begann er an der Universität Heidelberg ein Medizinstudium, das er in Berlin fortsetzte und 1913 an der Universität München mit dem Staatsexamen abschloss. Anschließend war er Assistent am Pathologischen Institut der Universität München sowie am örtlichen Gisela-Kinderspital unter Jussuf Ibrahim tätig, wo er in der Röntgenabteilung arbeitete. Während dieser Tätigkeit erlitt er aufgrund unzureichender Schutzmaßnahmen durch Röntgenstrahlen bedingt schwere Verbrennungen. Nach Ausbruch des Ersten Weltkrieges war er in der Röntgenabteilung des Garnisonslazaretts München eingesetzt und leistete ab 1915 als Kriegsfreiwilliger Militärdienst beim Deutschen Heer an der West- und Ostfront. In der Nachkriegszeit betätigte er sich in völkisch-nationalen Verbänden. So war er 1918 Begründer eines Offizierskorps in Jena, nahm an der Niederschlagung der Münchner Räterepublik teil und diente als Zeitfreiwilliger bei den Goslarer Jägern. Danach war er Mitglied der Organisation Consul.

### Hochschullehrer in Jena – Beginn nationalsozialistischer Betätigung
An der Universität Jena wurde Duken 1918 zum Dr. med. promoviert. Ab 1919 war er als Assistent an der Jenaer Kinderklinik unter Ibrahim tätig. Dort beschäftigte er sich zunächst mit Kindertuberkulose und richtete aus Stiftungsmitteln für diese Klientel neben der Kinderklinik eine Kinder-Tuberkuloseklinik (Therapeutikum) ein, in der er ehrenamtlich tätig wurde. An der Medizinischen Fakultät der Universität Jena habilitierte er sich im Juli 1924 für Kinderheilkunde und wurde an der dortigen Universitätskinderklinik 1925 Oberarzt und im Dezember 1926 zum außerordentlichen Professor ernannt.
Im Zuge der nationalsozialistischen „Machtergreifung“ gehörte Duken zu den 18 Jenaer Hochschullehrern, die eine am Tag vor der Reichstagswahl am 5. März 1933 im Völkischen Beobachter erschienene „Erklärung von 300 deutschen Universitäts- und Hochschullehrern“ für Adolf Hitler unterzeichnet hatten. Der NSDAP trat Duken zum 1. Mai 1933 bei (Mitgliedsnummer 2.765.363). Da bei seiner ersten Ehefrau jüdische Vorfahren vermutet wurden, wurde seine Parteimitgliedschaft erst nach deren Tod 1934 gültig; dieser Sachverhalt wurde vor dem Obersten Parteigericht verhandelt. Ab Juli 1933 gehörte er dem NS-Lehrerbund und dem NS-Ärztebund an. Des Weiteren trat er der SA und der NSV bei. Darüber hinaus betätigte er sich ab 1933 als Schulungsleiter für politische Erziehung in Jena und setzte dieses Engagement später bis 1935 in Gießen und Mainz fort. Ende April 1933 hatte Duken bereits den Vorsitz der Volkshochschule Thüringen und im Monat darauf den Vorsitz der Volkshochschule in Jena übernommen. Im September 1933 wurde er Landesführer der Deutschen Heimatschule, der durch die Nationalsozialisten umbenannten Volkshochschule. Zu dieser Zeit lernte Duken auch den Reichsführer SS Heinrich Himmler kennen, der ihm aus bislang unbekannten Gründen einen Treueeid abnahm.

### Hochschullehrer in Gießen – Intensivierung nationalsozialistischer Betätigung
Anfang Oktober 1933 wurde er als Professor für Kinderheilkunde an die Universität Gießen berufen, wo er auch der dortigen Kinderuniversitätsklinik vorstand. Gemeinsam mit dem Hygieniker Philalethes Kuhn engagierte er sich in Gießen für die nationalsozialistische Rassenhygiene und die Etablierung eines entsprechenden Instituts an der Universität. In diesem Zusammenhang überließ er dem Rassenhygieniker Heinrich Wilhelm Kranz Räumlichkeiten der von ihm geleiteten Kinderklinik zur Einrichtung eines Instituts für Erb- und Rassenpflege.
Spätestens im Februar 1934 trat er der SS bei (SS-Nr. 107.248), in die er im Rang eines SS-Untersturmführers aufgenommen wurde. Innerhalb der SS stieg er im September 1939 bis zum SS-Obersturmführer auf. Als SS-Führer wurde er dem Sicherheitsdienst des Reichsführers SS zugeteilt, wo er Kollegen zu bespitzeln hatte. Später wurde er Mitglied im Lebensborn. Ab 1934 war er für das Rassenpolitische Amt der NSDAP in Berlin tätig.
Als Angehöriger der Deutschen Christen gab er mit dem Gießener Universitätsrektor Gerhard Pfahler ab 1934 die Zeitschrift Glaube und Volk in der Entscheidung heraus. Duken galt im persönlichen Umgang als schroff und unnachgiebig. Laut Pfahler habe er „einen „Lügenfeldzug“ gegen Kollegen, Dozentenschaftsleiter und Rektor geführt“ und „in typisch ostfriesischer Raserei blindlings in der Gegend herumgeschossen“. So geriet er mit Kollegen der Gießener Kliniken bereits 1934 in schwere Auseinandersetzungen, da er den Aufbau einer Nationalsozialistischen Betriebszellenorganisation im Klinikbereich ablehnte.

### Hochschullehrer in Heidelberg – Befürworter der Kindereuthanasie
Am 1. April 1937 wurde er als Nachfolger von Ernst Moro auf den Lehrstuhl für Kinderheilkunde an die Universität Heidelberg berufen, wo er als Direktor die Kinderuniversitätsklinik leitete. Zunächst widmete er sich dem Klinikumbau und der Neuorganisation dieser Institution. Er trieb den Aufbau einer Frühgeborenenstation und einer Sammelstelle für Muttermilch voran. Von 1941 bis 1945 saß er der Schwester Frieda Klimsch-Stiftung vor, die Träger eines der Heidelberger Kinderuniversitätsklinik angeschlossenen Kindersanatoriums in Königsfeld im Schwarzwald war.
Der Dekan Johann Daniel Achelis schlug Duken 1943 für die Verleihung des Kriegsverdienstkreuzes zweiter Klasse vor, da dieser sich unter den kriegsbedingt schwierigen Umständen als Klinikleiter „besonders bewährt“ habe. Duken wurde 1944 in den Wissenschaftlichen Beirat des Bevollmächtigten für das Gesundheitswesen Karl Brandt berufen. 1944 lehnte er Rufe an die Universitäten Wien und Berlin ab.
Duken sprach sich in Vorlesungen offen für die Euthanasie „schwachsinniger Kinder“ aus. Laut Eckart lässt sich eine aktive Tätigkeit Dukens im Rahmen der Kindereuthanasie aber nicht nachweisen. Erwiesen ist jedoch, dass in der Heidelberger Kinderklinik unter seiner Leitung bei Kindern und Säuglingen, die neben einer somatischen Erkrankung auch geistig behindert waren, lebensrettende Therapiemaßnahmen unterlassen wurden. Des Weiteren wurden mindestens sieben Kinder nach erfolgloser Behandlung und negativer Prognose in eine sogenannte Kinderfachabteilung überwiesen, wo diese unter anderem mit hochdosierten Luminalgaben ermordet wurden.

„Professor Ducken von der Kinderklinik der Universität Heidelberg ist ein strammer Nationalsozialist. Er glaubt fest an die Lehre von der ‚Rassenreinigung‘. Vor allem glaubt er, dass die unheilbar kranken und schwächlichen oder geistig minderwertigen Kinder kein Recht auf Leben haben. Wenn ein solches Kind in seine Klinik gebracht wird, bringt er es um.“

### Nachkriegszeit
Noch vor Ende des Zweiten Weltkrieges wurde er am 4. April 1945 durch Soldaten der US-Armee festgenommen und kurzzeitig im Internierungslager Ludwigsburg und danach in Moosburg an der Isar interniert, wo er als Camparzt tätig wurde. Wegen seiner nationalsozialistischen Betätigung wurde er durch die amerikanische Militäradministration Anfang Oktober 1945 rückwirkend zum 1. April 1945 aus dem Hochschulamt suspendiert. Im Juni 1945 hatte eine Kommission der Medizinischen Fakultät der Universität Heidelberg Duken als extremen Nationalsozialisten, SD-Spitzel und Euthanasiebefürworter eingeschätzt, der daher als Hochschullehrer nicht mehr tragbar sei. Aufgrund von Haftunfähigkeit wurde er am 2. April 1947 aus dem Internierungslager Moosburg an der Isar entlassen. Nach einem ersten Spruchkammerverfahren wurde er im Januar 1948 als entlastet eingestuft. Nachdem durch Presseberichte bekannt geworden war, dass belastende Tatbestände in den Akten der Spruchkammer fehlten, so etwa das Gutachten der politischen Kommission der Heidelberger Medizinischen Fakultät vom April 1940, kam es zur Wiederaufnahme des Verfahrens vor der Berufungskammer in Karlsruhe. Hier wurde er wegen seiner SS-Mitgliedschaft und der SD-Tätigkeit als Mitläufer entnazifiziert. In der Urteilsbegründung stand, die „wahren Ziele des im Grunde menschenfreundlichen“ Duken seien „offenbar nur auf die Herstellung einer gesunden Volksgemeinschaft gerichtet“ gewesen. Danach war er bis 1950 in der Landwirtschaft tätig und arbeitete anschließend als Kinderarzt in Babstadt. Durch die Universität Heidelberg wurde er Ende September 1950 dienstunfähig pensioniert, eine durch ihn betriebene Emeritierung wurde 1954 abgelehnt.

### Familie
Johann Duken war der Sohn des Kapitäns Jan Duken (1854–1919) und dessen Ehefrau Catharina Weardina, geborene Campen (1852–1935). In erster Ehe war er seit 1917 mit Elisabeth, geborene Freiin von Saalfeld (1898–1934) verheiratet. Sie war eine Tochter des Prinzen Ernst von Sachsen-Meiningen. Nach dem Tod seiner Frau heiratete er 1935 Marie-Luise, geborene Bergmann (1915–1979). Duken hatte drei Söhne und zwei Töchter.

## Schriften (Auswahl)
- Beitrag zur Kenntnis der eitrigen Erkrankungen der Harnwege im Kindesalter – ein Bakterium der Influenzagruppe als Erreger der Pyelozystitis: Aus d. Gisela-Kinderspit. München/Stuttgart 1919 (zugleich: Med. Diss., Jena 1918)
- Die Besonderheiten der röntgenologischen Thoraxdiagnostik im Kindesalter als Grundlage für die Beurteilung der kindlichen Tuberkulose. G. Fischer, Jena 1924.
- Die ambulante Diagnostik der Kinder-Tuberkulose. Mit e. Beitr. von H. Beitzke: Über die pathologisch-anatomischen Unterlagen f. d. Diagnose d. Hilusdrüsen-Tuberkulose. J. F. Lehmann, München 1926 (Aus: Blümel: Handbuch d. Tuberkulose-Fürsorge)
- Grundlagen zur erziehlichen Behandlung des kranken Kindes im Krankenhaus. G. Fischer, Jena 1933.